# Arnspitze
Arnspitze – masyw w paśmie Wettersteingebirge, w Alpach Bawarskich. Leży na granicy między Austrią (Tyrol), a Niemcami (Bawaria).
Szczyty masywu:
- Große Arnspitze (2196 m),
- Mittlere Arnspitze (2091 m),
- Arnplattenspitze (Hintere Arnspitze) (2171 m),
- Weißlehnkopf (2002 m),
- Arnkopf (1934 m),
- Zwirchkopf (1773 m).